# Phaeogenes laevigatus
Phaeogenes laevigatus är en stekelart som först beskrevs av Cresson 1864.  Phaeogenes laevigatus ingår i släktet Phaeogenes och familjen brokparasitsteklar. Inga underarter finns listade i Catalogue of Life.